# The Man with the Horn
The Man with the Horn je studiové album amerického jazzového trumpetisty Milese Davise vydané v červenci 1981 u vydavatelství Columbia Records. Nahráno bylo od června 1980 do května následujícího roku v New Yorku a jeho producentem byl Teo Macero. Jde o jeho první album po svém návratu do hudebního průmyslu, poslední album Get Up with It vydal v roce 1975.

## Seznam skladeb
Všechny skladby jsou instrumentální mimo „The Man with the Horn“, ve které zpívá Randy Hall.
| Pořadí         | Název                 | Autor                                       | Délka |
| -------------- | --------------------- | ------------------------------------------- | ----- |
| 1.             | Fat Time              | Miles Davis                                 | 9:56  |
| 2.             | Back Seat Betty       | Davis                                       | 11:16 |
| 3.             | Shout                 | Glenn Burris, Randy Hall, Robert Irving III | 5:51  |
| 4.             | Aïda                  | Davis                                       | 8:12  |
| 5.             | The Man with the Horn | Hall, Irving                                | 6:35  |
| 6.             | Ursula                | Davis                                       | 10:46 |
| Celková délka: | Celková délka:        | Celková délka:                              | 52:37 |

## Obsazení
- Miles Davis – trubka
- Bill Evans – sopránsaxofon
- Barry Finnerty – kytara
- Mike Stern – kytara
- Marcus Miller – abskytara
- Al Foster – bicí
- Sammy Figueroa – perkuse
- Robert Irving III – syntezátory, klavír
- Randy Hall – syntezátory, kytara, celesta, zpěv („The Man with the Horn“)
- Felton Crews – baskytara
- Vincent Wilburn – bicí